# Obereopsis montana
Obereopsis montana là một loài bọ cánh cứng trong họ Cerambycidae.